# Vadrec del Forno
Vadrec del Forno (w języku romansz; niem. Fornogletscher) – lodowiec o długości 6 km (2005 r.) i powierzchni 8,72 km² (1973 r.).
Lodowiec położony jest w górach Bergell w kantonie Gryzonia w Szwajcarii.